# Мобил (залив)
Залив Мобил или Бухта Мобил (исп. La bahía del Mobile, англ. Mobile Bay) — внутренний залив Мексиканского залива, находится на территории штата Алабама, США. Вход в залив ограничен с востока Фортом Морган, расположенным на самом краю морского выступа, а с запада островом Дофин-Айленд, являющимся одним из барьерных островов Мексиканского залива. В северной части залива находится устье реки Мобил и её притока Тенсо, помимо них в залив впадает ещё несколько небольших рек. Залив Мобил является четвёртым по размерам эстуарием на территории США с водоизмещением порядка 1800 м³ в секунду.
Площадь залива составляет 1070 км². Ширина залива 39 километров, длина 50 километров. Средняя глубина порядка 3 метров, однако глубокие бухты, расположенные в пределах судоходной части канала, имеют глубину до 23 метров. По каналу проходит южная часть Берегового канала.
Залив был открыт испанцами в начале XVI века, более подробно был изучен в 1516 году экспедицией Диего де Мируэло и в 1519 году экспедицией под руководством Альвареса де Пинеда. Первая попытка создания колонии на берегу залива была предпринята в 1559 году конкистадором Тристаном де Луна-и-Арельяно и была неудачной. Первое крупное поселение Форт Луи де ля Мобиль (ныне город Мобил) было создано в районе залива в 1702 году французами. 5 августа 1864 года во время Гражданской войны в США залив стал местом действия сражения в заливе Мобил.
Наиболее крупными поселениями на берегах залива являются города Мобил, Спаниш Форт, Дафни.